# Disney’s Aladdin (Mega Drive)
«Disney’s Aladdin» (с англ. — «Аладдин Диснея») — компьютерная игра 1993 года, основанная на одноимённом мультфильме 1992 года и разработанная компанией Virgin Interactive.

## Сюжет
Сюжет игры следует известным событиям одноимённого мультфильма — коварный визирь Джафар хитростью вынуждает уличного бродягу Аладдина и его обезьянку Абу пробраться в Пещеру Чудес, где хранится волшебная лампа. В ней живёт Джинн, который становится другом юноши и исполняет его желания. Джинни превращает Аладдина в принца, тот появляется в Аграбе в облике Али-Абабуа и завоёвывает любовь принцессы Жасмин. Однако, Джафар узнаёт в новоиспечённом принце уличного бродягу и заполучает лампу, став новым владельцем Джинна. Победив Джафара, Аладдин доказывает, что достоин принцессы, и султан Аграбы, отец Жасмин, даёт благословение на брак дочери с Аладдином.

## Геймплей
Игрок управляет Аладдином, который должен пройти через несколько уровней, основанных на сценах из мультфильма. В этом ему мешают стража султана и различные животные. Он может защитить себя, орудуя саблей и бросая во врагов яблоки. Индикатором состояния здоровья игрока является лампа с дымком из горлышка — чем он короче, тем меньше у игрока жизни (в компьютерной версии игры индикатором здоровья является лицо Джинна, выражение которого меняется от улыбки до ужаса по мере уменьшения здоровья Аладдина). Игрок передвигается по различным постройками и платформам, пользуясь заколдованными верёвками, натянутыми канатами, лестницами и цепями, чтобы переместиться туда, куда нужно. В Пещере чудес Аладдин также использует сталактиты и гигантские раковины, поднимаемые вверх фонтанами воды или огня.

### Уровни
Игра состоит из следующих уровней:
- Уровень 1: Рынок Аграбы (англ. Agrabah Market) — первый уровень, на котором Аладдин сталкивается с различными мелкими препятствиями в лице трёх охранников (орудующий саблей, мечущий кинжалы, дерущийся деревянным шестом) из Королевской стражи; раскалённого угля; летящих из окон домов глиняных сосудов; метателя кинжалов. В качестве помощника также используется верблюд, прыгнув на горб которого можно заставить животное плюнуть в противника, тем самым нейтрализовав его.
- Уровень 2: Пустыня (англ. The Desert) — на этом уровне основные враги Аладдина: змеи; торчащие из песка гигантские кинжалы; в одной сцене появляется Яго; Цель этого уровня — найти первую половинку скарабея, чтобы попасть в Пещеру Чудес.
- Уровень 3: Крыши Аграбы (англ. Agrabah Rooftops). Среди новых врагов — уличные воришки, прячущиеся в плетённых корзинах. Яго также появляется на этом уровне. На уровне есть несколько боссов: первый из них помощник Джафара, прыткий вор Газим, которого можно победить отбивая саблей или яблоками его же кинжалы. Убив его, игрок получает вторую половинку скарабея. Второй босс — это Расул, начальник армии. Во время битвы, он находится на верхней крыше и бросает на игрока бочки. Можно победить, неоднократно закидав яблоками.
- Уровень 4: Дворцовые темницы (англ. Sultan’s Dungeon). Оказавшись на этом уровне, Аладдин сталкивается с ожившими скелетами, кидающимися бомбами; летучими мышами; шипами, то и дело выскакивающими из стен темницы; охранниками; раскачивающимися железными шарами на цепях.
- Уровень 5: Пещера Чудес (англ. Cave Of Wonders) — на четвёртом уровне Аладдину противостоят летучие мыши; многорукие статуи, бросающиеся камнями; скатывающиеся сверху каменные глыбы; странные облака, напоминающие Джафара; выпрыгивающие из воды и плюющиеся рыбы. Босс, появляющийся в середине уровня — ожившая статуя, перемещающаяся между двумя платформами.
- Уровень 6: Побег (англ. The Escape). Сбегая из рушащейся Пещеры Чудес Аладдин должен опасаться гигантских валунов, которые могут раздавить его, и огненных фонтанов. В конце уровня Аладдин должен смело спрыгнуть с утёса, а у самой лавы его поймает ковёр-самолёт.
- Уровень 7: Полёт на ковре-самолёте (англ. Rug Ride) — на ковре-самолёте Аладдин спасается от огненной волны. Игрок должен уворачиваться от висящих в воздухе каменных глыб — в этом помогают указатели в виде рук Джинна.
- Уровень 8: Внутри волшебной лампы (англ. Inside The Lamp). На этом уровне есть несколько специфических приспособлений, в частности, два вида пружин; быстро лопающиеся воздушные шарики и платформы в виде кистей рук — большинство этих приспособлений изображены в виде Джинни. Игрок должен передвигаться прыжками, чтобы не утонуть в эфемерной синей субстанции.
- Уровень 9: Дворец Султана (англ. Sultan’s Palace). Основные враги уровня — охранники; выныривающие рыбы; и Яго. Фламинго используются в качестве платформ. Очень часто перемещаться по уровню помогает волшебный ковёр. Босс уровня — Яго, который приводит в движение странное устройство, порождающее летающие субстанции, которые ранее появлялись на уровне «Пещера Чудес». Босса можно закидать яблоками, а от облаков проще отбиваться саблей.
- Уровень 10: Дворец Джафара (англ. Jafar’s Palace). На последнем уровне основными врагами вновь являются стражники; ожившие статуи; подвижное огненное пламя; качающиеся гигантские шары на цепях и Яго. Финальное сражение с боссом — Джафаром — состоит из двух частей: сначала нужно сопротивляться волшебнику, стреляющему молниями из своего посоха, его следует закидать яблоками; затем Джафар превращается в кобру: он пускает пламя в сторону Аладдина, а окружающие его платформы загораются, если долго на них стоять.

### Дополнительные уровни
Между уровнями существует бонусный под-уровень, который представляет собой рулетку в виде головы Джинни. Если удача отвернулась от игрока, слышится смех Джафара, а на самой рулетке появляется иконка с портретом визиря. Другие иконки — алмаз, яблоко и лицо Аладдина — бонусы с уровней. Количество попыток определяется числом собранных во время прохождения основного уровня предметов в виде лица Джинна, и показано справа рядом с маленьким изображением лица Джинна.
Кроме того, если найти на уровне иконку с головой обезьянки Абу, откроется бонусный уровень «Абу в Аграбе» (англ. Abu In Agrabah). Игрок управляет обезьянкой Абу — нужно уворачиваться от пaдающих сверху горшков или разбивать их саблей, попутно собирая драгоценные камни, яблоки и иконки с лицом Аладдина. Также по мере усложнения уровня, появляются стражники, а на Абу катится бочка. Существует несколько типов уровня — действие которых происходит в Аграбе и Пещере Чудес.

### Бонус-значки
Характеристики всех бонус-значков появляются перед самым началом игры:
- Яблоки — оружие, которое убивает или обездвиживает на время большинство врагов, а также убивает некоторых мелких.
- Лицо Джинни — возможность попасть на бонус-уровень с рулеткой.
- Чёрная масляная лампа — убивает всех врагов в данной точке экрана.
- Кувшин с лицом Джинна — точка сохранения.
- Рубины — игровая валюта.
- Лицо Аладдина — одна дополнительная жизнь.
- Лицо Абу — возможность попасть на бонус-уровень с Абу.
- Синее сердечко — восстановление здоровья на уровне.
- Золотой скарабей — он не даёт дополнительных очков, но его поимка — цель некоторых уровней

В некоторых местах уровней можно встретить бродячего торговца — у него можно обменять алмазы на жизни или продолжения игры в случае потери всех жизней.

## Музыка
Музыку к игре написали композиторы Томми Талларико и Дональд С. Гриффин — они создали аранжировки композиций из фильма, а также сочинили дополнительную музыку.
| 1 | «Рынок Аграбы»           | «Prince Ali»     |
| 3 | «Крыши Аграбы»           | «One Jump Ahead» |
| 4 | «Дворцовые темницы»      | «Arabian Nights» |
| 8 | «Внутри волшебной лампы» | «Friend Like Me» |

В главном меню и финальных титрах играет песня «A Whole New World», а титрах между уровнями звучат песни «One Jump Ahead» и «One Jump Ahead (Reprise)».

## Отзывы
| Сводный рейтинг    | Сводный рейтинг |
| Агрегатор          | Оценка          |
| ------------------ | --------------- |
| GameRankings       | 88 %            |
| Иноязычные издания |                 |
| Издание            | Оценка          |
| AllGame            | [ 4 ]           |
| CVG                | 80 %            |
| Dragon             | [ 6 ]           |
| Edge               | 8/10            |
| EGM                | 34/40           |
| Famitsu            | 35/40           |
| GamePro            | 18,5/20         |
| IGN                | 8/10            |
| Mean Machines Sega | 82 %            |
| Mega               | 94 %            |
| GMaster            | 95 %            |

Издание «Famicom Tsūshin» присвоило игре 35 баллов из 40. Игра была названа лучшей для приставки «Sega Genesis» по мнению журнала «Electronic Gaming Monthly». Также они наградили игру в категории «Лучшая анимация». В обзоре 211 выпуска журнала «Dragon» авторы статьи «Eye Of The Monitor» Джей и Ди присвоили игре 5 звёзд из 5 возможных. Журнал «Mega» поставил игру на 12 место в списке лучших игр всех времён для приставки «Mega Drive» Графика «Аладдина» подтолкнула конкурента Sega — Nintendo — к заказу игры, которая могла бы конкурировать с ней в визуальном плане. Получившаяся игра, Donkey Kong Country (1994), восстановила Donkey Kong в качестве популярной видеоигровой франшизы.
Продажи игры составили 4 миллиона экземпляров, сделав её бестселлером.